# 羅傑·馬爾蒂
羅渣·馬迪（西班牙語：Roger Martí Salvador，1991年1月3日—）亦稱羅渣，司職前鋒。現時被西甲球隊艾爾切外借至卡迪斯。